# Canton de Villers-Cotterêts
Le canton de Villers-Cotterêts est une circonscription électorale française située dans le département de l'Aisne et la région Hauts-de-France.
À la suite du redécoupage cantonal de 2014, les limites territoriales du canton sont remaniées. Le nombre de communes du canton passe de 20 à 76.

## Géographie
Ce canton est organisé autour de Villers-Cotterêts dans l'arrondissement de Soissons. Son altitude varie de 65 m (Soucy) à 243 m (Haramont) pour une altitude moyenne de 126 m.

## Histoire

### Révolution française

Carte du canton de Villers-Cotterêts en 1790.

Le canton est créé le 18 février 1790 sous la Révolution française,.
Le canton a compté vingt-et-une communes avec Villers-Cotterêts pour chef-lieu au moment de sa création : Ancienville, Corcy, Coyolles, Dampleux, Faverolles, Fleury, Haramont, Largny, Longpont, Louâtre, Montgobert, Noroy, Oigny, Pisseleux, Puiseux, Retheuil, Soucy, Taillefontaine, Villers-Cotterêts, Villers-Hélon et Vivières. Il est une subdivision du district de Soissons qui disparait le 5 fructidor An III (22 août 1795). Le canton ne subit aucune modification dans sa composition communale pendant cette période.
Lors de la création des arrondissements par la loi du 28 pluviôse an VIII (17 février 1800), le canton est rattaché à l'arrondissement de Soissons.

### 1801-2015
L'arrêté du 3 vendémiaire an X (25 septembre 1801) entraine un redécoupage des cantons du département de l'Aisne. Le canton de Villers-Cotterêts est conservé, mais il est le seul du département à garder la même structure et la même composition, issu de sa création en 1790,. À la suite de ce redécoupage des cantons du département, la composition communale reste de 21 communes.
En 1853, la commune de Noroy prend le nom de Noroy-sur-Ourcq. En 1921, Largny est renommée Largny-sur-Automne. En 1923, Oigny prend le nom de Oigny-en-Valois. En 1947, la commune de Puiseux est renommée Puiseux-en-Retz.
Par arrêté préfectoral du 28 juin 1971, la commune de Pisseleux est absorbée, le 1er juillet 1971, par la commune voisine de Villers-Cotterêts, où elle devient un quartier. La canton comprend alors 20 communes à la suite de cette fusion jusqu'en mars 2015 et portait le code canton 0236.

### Après le redécoupage de 2015
Un nouveau découpage territorial de l'Aisne entre en vigueur en mars 2015, défini par le décret du 21 février 2014, en application des lois du 17 mai 2013 (loi organique 2013-402 et loi 2013-403). Les conseillers départementaux sont, à compter de ces élections, élus au scrutin majoritaire binominal mixte. Les électeurs de chaque canton élisent au Conseil départemental, nouvelle appellation du Conseil général, deux membres de sexe différent, qui se présentent en binôme de candidats. Les conseillers départementaux sont élus pour 6 ans au scrutin binominal majoritaire à deux tours, l'accès au second tour nécessitant 12,5 % des inscrits au premier tour. En outre la totalité des conseillers départementaux est renouvelée. Ce nouveau mode de scrutin nécessite un redécoupage des cantons dont le nombre est divisé par deux avec arrondi à l'unité impaire supérieure. Dans l'Aisne, le nombre de cantons passe ainsi de 42 à 21. Le canton de Villers-Cotterêts fait partie des treize cantons du département, dont les limites territoriales évoluent. les huit autres sont des nouveaux cantons. 
Avec ce redécoupage, les cantons d'Oulchy-le-Château et de Neuilly-Saint-Front, sauf les communes de Veuilly-la-Poterie, de Grisolles et de Rocourt-Saint-Martin, sont regroupés avec celui de Villers-Cotterêts. Le bureau centralisateur est fixé à Villers-Cotterêts, il compte 66 communes et il s'étend sur les arrondissements de Soissons et de Château-Thierry, avec un nouveau code canton 0221.
Par arrêté préfectoral du 20 décembre 2016, les 10 communes, située dans l'arrondissement de Château-Thierry, sont détachées le 1er janvier 2017 de cet arrondissement pour intégrer l'arrondissement de Soissons. Le canton compte alors 20 communes de l'arrondissement de Château-Thierry et 56 communes de l'arrondissement de Soissons.

## Représentation

### Conseillers généraux de 1833 à 2015
| Période | Période                   | Identité                                            | Étiquette         | Qualité |
| ------- | ------------------------- | --------------------------------------------------- | ----------------- | --- |
| 1833    | 1845                      | Jean Chrisostome Danré (1772-1857)                  |                   | Cultivateur à Vouty, maire de Faverolles                                                                        |
| 1845    | 1848                      | Pierre Joseph Maxime Lemaire                        | Droite            | Cultivateur à Saint-Pierre-Aigle Député (1848-1849)                                                             |
| 1848    | 1861                      | Louis Charlemagne Hochedez                          |                   | Ancien notaire Cultivateur, maire de Largny-sur-Automne                                                         |
| 1861    | 1867                      | Achille Théodore Blin de Varlemont                  |                   | Propriétaire du château, maire d'Oigny-en-Valois                                                                |
| 1867    | 1871                      | Vicomte Auguste de Montesquiou-Fézensac (1821-1896) |                   | Ancien Maître des Requêtes au Conseil d'État Propriétaire à Longpont                                            |
| 1871    | 1877                      | Pierre Alexandre Henry Guay                         | Droite            | maire de Villers-Cotterêts                                                                                      |
| 1877    | 1878                      | Jules Besnard                                       | Républicain       | maire de Villers-Cotterêts                                                                                      |
| 1878    | 1892 (décès)              | Louis Salanson                                      | Droite            | Juge de paix, Villers-Cotterêts                                                                                 |
| 1893    | 1901                      | Paul Grévin                                         | Droite            | Magistrat Maire de Villers-Cotterêts                                                                            |
| 1901    | 1909 (décès)              | Emile Lupette                                       | Rad.              | Instituteur Maire de Dampleux                                                                                   |
| 1909    | 1913                      | Gustave Brassart                                    | Libéral           | Médecin, maire de Villers-Cotterêts                                                                             |
| 1913    | 1932 (décès)              | Henri Mouflier                                      | RG                | Médecin de la gendarmerie à Villers-Cotterêts Maire de Villers-Cotterêts (1919-1929)                            |
| 1932    | 1942 (démission d'office) | Rémi Baraquin                                       | Rad.              | Instituteur Maire de Villers-Cotterêts, conseiller d'arrondissement Révoqué par le Gouvernement de Vichy        |
|         |                           |                                                     |                   | |
| 1943    | 1945                      | Maurice Fasquelle (1909-1991)                       |                   | Maire de Villers-Cotterêts Nommé conseiller départemental en 1943 Déclaré inéligible le 18 octobre 1944         |
|         |                           |                                                     |                   | |
| 1945    | 1958                      | Max Dussuchal                                       | SFIO              | Agriculteur, adjoint au Maire de Villers-Cotterêts Ancien conseiller d'arrondissement                           |
| 1958    | 1976                      | Charles Baur                                        | SFIO puis MDSF    | Chef d'entreprise Président du Conseil Régional (1976-1978 et 1985-2004) Maire de Villers-Cotterêts (1954-1989) |
| 1976    | 1988                      | Pierre Brun                                         | RPR               | Chef d'entreprise Maire de Dampleux                                                                             |
| 1988    | 2001                      | Georges Bouaziz                                     | PS                | Médecin Maire de Villers-Cotterêts (1989-2001) Député suppléant de Bernard Lefranc (1981-1986)                  |
| 2001    | 2015                      | Michel Laviolette                                   | DVD puis UDI (PR) | Kinésithérapeute Conseiller municipal de Villers-Cotterêts                                                      |

### Conseillers d'arrondissement (de 1833 à 1940)
Le canton de Villers-Cotterêts avait deux conseillers d'arrondissement.
| Période                                  | Période | Identité                                  | Étiquette           | Qualité |
| ---------------------------------------- | ------- | ----------------------------------------- | ------------------- | --- |
| 1833                                     | 1839    | Martin Fabio Louis Guillot                |                     | Ancien maire de Villers-Cotterêts                                                                           |
| 1839                                     | 1848    | Hugues Honoré Iséri Mennesson (1803-1865) |                     | Notaire à Villers-Cotterêts                                                                                 |
|                                          |         |                                           |                     | |
| 1904                                     | 1919    | Armand-Louis Clavier                      |                     | Adjoint au maire de Villers-Cotterêts                                                                       |
| 1904                                     | 1922    | Alfred Dejouy                             |                     | Agriculteur, maire de Taillefontaine                                                                        |
| 1919                                     | 1922    | Ernest Tétu                               |                     | Maire de Villers-Cotterêts                                                                                  |
| 1922                                     | 1940    | M. Leblanc                                | Union nationale URD | |
| 1922                                     | 1932    | Rémi Baraquin                             | Radical             | Instituteur, maire de Villers-Cotterêts (1929-1940)                                                         |
| 1932                                     | 1940    | Max Dussuchal (1894-1969)                 | SFIO                | Agriculteur, adjoint au Maire de Villers-Cotterêts                                                          |
| 1940                                     |         |                                           |                     | Les conseils d'arrondissement ont été suspendus par la loi du 12 octobre 1940 et n'ont jamais été réactivés |
| Les données manquantes sont à compléter. |         |                                           |                     | |

### Conseillers départementaux à partir de 2015
| Période élective | Période élective | Mandat | Mandat   | Identité             | Nuance | Nuance | Qualité |
| ---------------- | ---------------- | ------ | -------- | -------------------- | ------ | ------ | --- |
| 2015             | 2021             | 2015   | 2021     | Franck Briffaut      |        | RN     | Maire de Villers-Cotterêts Ancien conseiller régional |
| 2015             | 2021             | 2015   | 2021     | Martine Pigoni       |        | RN     | Secrétaire, Haramont |
| 2021             | 2028             | 2021   | en cours | Jeanne Doyez Roussel |        | LREM   | Cheffe de cabinet à la mairie de Laon Suppléante du député LREM Jacques Krabal (2017-2022) Conseillère municipale de Villers-Cotterêts 11ème Vice-Présidente (Administration générale et budget) |
| 2021             | 2028             | 2021   | en cours | Patrice Lazaro       |        | DVC    | Personnel navigant commercial Maire de Hautevesnes |

#### Élections de mars 2015
À l'issue du premier tour des élections départementales de 2015, deux binômes sont en ballottage : Franck Briffaut et Martine Pigoni (FN, 44,8 %) et André Rigaud et Isabelle Vasseur (UMP, 23,02 %). Le taux de participation est de 53,57 % (11 561 votants sur 21 582 inscrits) contre 53,32 % au niveau départemental et 50,17 % au niveau national.
Au second tour, Franck Briffaut et Martine Pigoni (FN) sont élus Conseillers départementaux de l'Aisne avec 51,89 % des suffrages exprimés et un taux de participation de 54,19 % (5 549 voix pour 11 697 votants et 21 587 inscrits).

#### Élections de juin 2021
Le premier tour des élections départementales de 2021 est marqué par un très faible taux de participation (33,26 % au niveau national). Dans le canton de Villers-Cotterêts, ce taux de participation est de 35,22 % (7 696 votants sur 21 852 inscrits) contre 34,94 % au niveau départemental. À l'issue de ce premier tour, deux binômes sont en ballottage : Véronique Bertin et Franck Briffaut (RN, 50,83 %) et Jeanne Doyez Roussel et Patrice Lazaro (DVC, 49,17 %).
Le second tour des élections est marqué une nouvelle fois par une abstention massive équivalente au premier tour. Les taux de participation sont de 34,3 % au niveau national, 34,65 % dans le département et 36,36 % dans le canton de Villers-Cotterêts. Jeanne Doyez Roussel et Patrice Lazaro (DVC) sont élus avec 50,16 % des suffrages exprimés (3 782 voix pour 7 942 votants et 21 840 inscrits),,.

## Composition

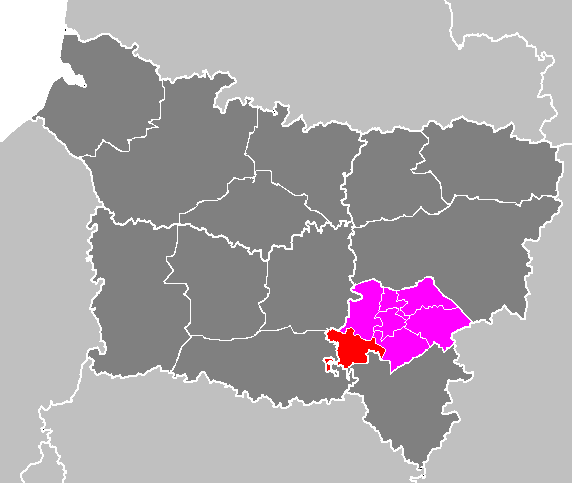
Situation du canton de Villers-Cotterêts dans la région Picardie avant 2015.

### Composition avant 2015
Le canton de Villers-Cotterêts regroupait 20 communes et comptait 15 752 habitants en 2012.
| Nom                           | Code Insee | Codepostal | Superficie (km2) | Population (dernière pop. légale) | Densité (hab./km2) |
| ----------------------------- | ---------- | ---------- | ---------------- | --------------------------------- | ------------------ |
| Villers-Cotterêts (chef-lieu) | 02810      | 02600      | 41,71            | 10 669 (2012)                     | 256                |
| Ancienville                   | 02015      | 02600      | 3,85             | 78 (2012)                         | 20                 |
| Corcy                         | 02216      | 02600      | 7,25             | 321 (2012)                        | 44                 |
| Coyolles                      | 02232      | 02600      | 24,55            | 389 (2012)                        | 16                 |
| Dampleux                      | 02259      | 02600      | 8,19             | 417 (2012)                        | 51                 |
| Faverolles                    | 02302      | 02600      | 13,79            | 321 (2012)                        | 23                 |
| Fleury                        | 02316      | 02600      | 6,51             | 130 (2012)                        | 20                 |
| Haramont                      | 02368      | 02600      | 12,24            | 594 (2012)                        | 49                 |
| Largny-sur-Automne            | 02410      | 02600      | 9,53             | 254 (2012)                        | 27                 |
| Longpont                      | 02438      | 02600      | 10,94            | 292 (2012)                        | 27                 |
| Louâtre                       | 02441      | 02600      | 11,02            | 208 (2012)                        | 19                 |
| Montgobert                    | 02506      | 02600      | 11,18            | 204 (2012)                        | 18                 |
| Noroy-sur-Ourcq               | 02557      | 02600      | 5,15             | 146 (2012)                        | 28                 |
| Oigny-en-Valois               | 02568      | 02600      | 11,88            | 141 (2012)                        | 12                 |
| Puiseux-en-Retz               | 02628      | 02600      | 9,88             | 218 (2012)                        | 22                 |
| Retheuil                      | 02644      | 02600      | 14,87            | 385 (2012)                        | 26                 |
| Soucy                         | 02729      | 02600      | 5,22             | 93 (2012)                         | 18                 |
| Taillefontaine                | 02734      | 02600      | 10,63            | 262 (2012)                        | 25                 |
| Villers-Hélon                 | 02812      | 02600      | 8,07             | 228 (2012)                        | 28                 |
| Vivières                      | 02822      | 02600      | 13,96            | 402 (2012)                        | 29                 |

### Composition à partir de 2015
Le canton de Villers-Cotterêts regroupe 66 communes.
| Nom                                       | Code Insee | Intercommunalité                   | Superficie (km2) | Population (dernière pop. légale) | Densité (hab./km2) | Modifier                                    |
| ----------------------------------------- | ---------- | ---------------------------------- | ---------------- | --------------------------------- | ------------------ | ------------------------------------------- |
| Villers-Cotterêts (bureau centralisateur) | 02810      | CC Retz-en-Valois                  | 41,71            | 10 376 (2022)                     | 249                | modifier les données · modifier les données |
| Ambrief                                   | 02012      | CC du canton d'Oulchy-le-Château   | 4,50             | 81 (2022)                         | 18                 | modifier les données · modifier les données |
| Ancienville                               | 02015      | CC Retz-en-Valois                  | 3,85             | 78 (2022)                         | 20                 | modifier les données · modifier les données |
| Arcy-Sainte-Restitue                      | 02022      | CC du canton d'Oulchy-le-Château   | 26,43            | 398 (2022)                        | 15                 | modifier les données · modifier les données |
| Armentières-sur-Ourcq                     | 02023      | CA de la Région de Château-Thierry | 6,81             | 98 (2022)                         | 14                 | modifier les données · modifier les données |
| Beugneux                                  | 02082      | CC du canton d'Oulchy-le-Château   | 7,68             | 117 (2022)                        | 15                 | modifier les données · modifier les données |
| Billy-sur-Ourcq                           | 02090      | CC du canton d'Oulchy-le-Château   | 10,17            | 195 (2022)                        | 19                 | modifier les données · modifier les données |
| Bonnesvalyn                               | 02099      | CA de la Région de Château-Thierry | 6,34             | 207 (2022)                        | 33                 | modifier les données · modifier les données |
| Breny                                     | 02121      | CC du canton d'Oulchy-le-Château   | 4,52             | 219 (2022)                        | 48                 | modifier les données · modifier les données |
| Brumetz                                   | 02125      | CA de la Région de Château-Thierry | 7,24             | 179 (2022)                        | 25                 | modifier les données · modifier les données |
| Bussiares                                 | 02137      | CA de la Région de Château-Thierry | 7,40             | 131 (2022)                        | 18                 | modifier les données · modifier les données |
| Buzancy                                   | 02138      | CC du canton d'Oulchy-le-Château   | 4,75             | 183 (2022)                        | 39                 | modifier les données · modifier les données |
| Chacrise                                  | 02154      | CC du canton d'Oulchy-le-Château   | 12,74            | 367 (2022)                        | 29                 | modifier les données · modifier les données |
| Chaudun                                   | 02172      | CC du canton d'Oulchy-le-Château   | 8,52             | 244 (2022)                        | 29                 | modifier les données · modifier les données |
| Chézy-en-Orxois                           | 02185      | CA de la Région de Château-Thierry | 16,15            | 377 (2022)                        | 23                 | modifier les données · modifier les données |
| Chouy                                     | 02192      | CC Retz-en-Valois                  | 20,03            | 371 (2022)                        | 19                 | modifier les données · modifier les données |
| Corcy                                     | 02216      | CC Retz-en-Valois                  | 7,25             | 318 (2022)                        | 44                 | modifier les données · modifier les données |
| Courchamps                                | 02225      | CA de la Région de Château-Thierry | 2,72             | 82 (2022)                         | 30                 | modifier les données · modifier les données |
| Coyolles                                  | 02232      | CC Retz-en-Valois                  | 24,55            | 366 (2022)                        | 15                 | modifier les données · modifier les données |
| Cramaille                                 | 02233      | CC du canton d'Oulchy-le-Château   | 8,12             | 133 (2022)                        | 16                 | modifier les données · modifier les données |
| La Croix-sur-Ourcq                        | 02241      | CA de la Région de Château-Thierry | 10,45            | 89 (2022)                         | 8,5                | modifier les données · modifier les données |
| Cuiry-Housse                              | 02249      | CC du canton d'Oulchy-le-Château   | 8,54             | 102 (2022)                        | 12                 | modifier les données · modifier les données |
| Dammard                                   | 02258      | CC Retz-en-Valois                  | 7,96             | 375 (2022)                        | 47                 | modifier les données · modifier les données |
| Dampleux                                  | 02259      | CC Retz-en-Valois                  | 8,19             | 378 (2022)                        | 46                 | modifier les données · modifier les données |
| Droizy                                    | 02272      | CC du canton d'Oulchy-le-Château   | 5,42             | 75 (2022)                         | 14                 | modifier les données · modifier les données |
| Faverolles                                | 02302      | CC Retz-en-Valois                  | 13,79            | 351 (2022)                        | 25                 | modifier les données · modifier les données |
| La Ferté-Milon                            | 02307      | CC Retz-en-Valois                  | 18,35            | 2 040 (2022)                      | 111                | modifier les données · modifier les données |
| Fleury                                    | 02316      | CC Retz-en-Valois                  | 6,51             | 126 (2022)                        | 19                 | modifier les données · modifier les données |
| Gandelu                                   | 02339      | CA de la Région de Château-Thierry | 10,03            | 691 (2022)                        | 69                 | modifier les données · modifier les données |
| Grand-Rozoy                               | 02665      | CC du canton d'Oulchy-le-Château   | 12,45            | 299 (2022)                        | 24                 | modifier les données · modifier les données |
| Haramont                                  | 02368      | CC Retz-en-Valois                  | 12,24            | 558 (2022)                        | 46                 | modifier les données · modifier les données |
| Hartennes-et-Taux                         | 02372      | CC du canton d'Oulchy-le-Château   | 6,31             | 341 (2022)                        | 54                 | modifier les données · modifier les données |
| Hautevesnes                               | 02375      | CA de la Région de Château-Thierry | 7,29             | 162 (2022)                        | 22                 | modifier les données · modifier les données |
| Largny-sur-Automne                        | 02410      | CC Retz-en-Valois                  | 9,53             | 240 (2022)                        | 25                 | modifier les données · modifier les données |
| Latilly                                   | 02411      | CA de la Région de Château-Thierry | 9,32             | 199 (2022)                        | 21                 | modifier les données · modifier les données |
| Launoy                                    | 02412      | CC du canton d'Oulchy-le-Château   | 9,10             | 98 (2022)                         | 11                 | modifier les données · modifier les données |
| Licy-Clignon                              | 02428      | CA de la Région de Château-Thierry | 4,09             | 70 (2022)                         | 17                 | modifier les données · modifier les données |
| Longpont                                  | 02438      | CC Retz-en-Valois                  | 10,94            | 237 (2022)                        | 22                 | modifier les données · modifier les données |
| Louâtre                                   | 02441      | CC Retz-en-Valois                  | 11,02            | 189 (2022)                        | 17                 | modifier les données · modifier les données |
| Maast-et-Violaine                         | 02447      | CC du canton d'Oulchy-le-Château   | 10,96            | 133 (2022)                        | 12                 | modifier les données · modifier les données |
| Macogny                                   | 02449      | CC Retz-en-Valois                  | 6,17             | 61 (2022)                         | 9,9                | modifier les données · modifier les données |
| Marizy-Saint-Mard                         | 02467      | CC Retz-en-Valois                  | 4,54             | 49 (2022)                         | 11                 | modifier les données · modifier les données |
| Marizy-Sainte-Geneviève                   | 02466      | CC Retz-en-Valois                  | 7,71             | 127 (2022)                        | 16                 | modifier les données · modifier les données |
| Monnes                                    | 02496      | CC Retz-en-Valois                  | 4,92             | 94 (2022)                         | 19                 | modifier les données · modifier les données |
| Montgobert                                | 02506      | CC Retz-en-Valois                  | 11,18            | 202 (2022)                        | 18                 | modifier les données · modifier les données |
| Montgru-Saint-Hilaire                     | 02507      | CC du canton d'Oulchy-le-Château   | 3,24             | 30 (2022)                         | 9,3                | modifier les données · modifier les données |
| Monthiers                                 | 02509      | CA de la Région de Château-Thierry | 7,37             | 155 (2022)                        | 21                 | modifier les données · modifier les données |
| Montigny-l'Allier                         | 02512      | CA de la Région de Château-Thierry | 10,14            | 271 (2022)                        | 27                 | modifier les données · modifier les données |
| Muret-et-Crouttes                         | 02533      | CC du canton d'Oulchy-le-Château   | 5,24             | 111 (2022)                        | 21                 | modifier les données · modifier les données |
| Nampteuil-sous-Muret                      | 02536      | CC du canton d'Oulchy-le-Château   | 3,38             | 93 (2022)                         | 28                 | modifier les données · modifier les données |
| Neuilly-Saint-Front                       | 02543      | CA de la Région de Château-Thierry | 17,89            | 1 980 (2022)                      | 111                | modifier les données · modifier les données |
| Noroy-sur-Ourcq                           | 02557      | CC Retz-en-Valois                  | 5,15             | 126 (2022)                        | 24                 | modifier les données · modifier les données |
| Oigny-en-Valois                           | 02568      | CC Retz-en-Valois                  | 11,88            | 175 (2022)                        | 15                 | modifier les données · modifier les données |
| Oulchy-la-Ville                           | 02579      | CC du canton d'Oulchy-le-Château   | 7,13             | 127 (2022)                        | 18                 | modifier les données · modifier les données |
| Oulchy-le-Château                         | 02580      | CC du canton d'Oulchy-le-Château   | 15,08            | 811 (2022)                        | 54                 | modifier les données · modifier les données |
| Parcy-et-Tigny                            | 02585      | CC du canton d'Oulchy-le-Château   | 10,59            | 247 (2022)                        | 23                 | modifier les données · modifier les données |
| Passy-en-Valois                           | 02594      | CC Retz-en-Valois                  | 3,41             | 125 (2022)                        | 37                 | modifier les données · modifier les données |
| Le Plessier-Huleu                         | 02606      | CC du canton d'Oulchy-le-Château   | 5,20             | 85 (2022)                         | 16                 | modifier les données · modifier les données |
| Priez                                     | 02622      | CA de la Région de Château-Thierry | 4,93             | 58 (2022)                         | 12                 | modifier les données · modifier les données |
| Puiseux-en-Retz                           | 02628      | CC Retz-en-Valois                  | 9,88             | 221 (2022)                        | 22                 | modifier les données · modifier les données |
| Retheuil                                  | 02644      | CC Retz-en-Valois                  | 14,87            | 348 (2022)                        | 23                 | modifier les données · modifier les données |
| Rozet-Saint-Albin                         | 02662      | CA de la Région de Château-Thierry | 7,95             | 333 (2022)                        | 42                 | modifier les données · modifier les données |
| Rozières-sur-Crise                        | 02663      | CC du canton d'Oulchy-le-Château   | 7,32             | 234 (2022)                        | 32                 | modifier les données · modifier les données |
| Saint-Gengoulph                           | 02679      | CA de la Région de Château-Thierry | 7,57             | 153 (2022)                        | 20                 | modifier les données · modifier les données |
| Saint-Rémy-Blanzy                         | 02693      | CC du canton d'Oulchy-le-Château   | 13,99            | 225 (2022)                        | 16                 | modifier les données · modifier les données |
| Silly-la-Poterie                          | 02718      | CC Retz-en-Valois                  | 2,31             | 114 (2022)                        | 49                 | modifier les données · modifier les données |
| Sommelans                                 | 02724      | CA de la Région de Château-Thierry | 4,28             | 58 (2022)                         | 14                 | modifier les données · modifier les données |
| Soucy                                     | 02729      | CC Retz-en-Valois                  | 5,22             | 77 (2022)                         | 15                 | modifier les données · modifier les données |
| Taillefontaine                            | 02734      | CC Retz-en-Valois                  | 10,63            | 262 (2022)                        | 25                 | modifier les données · modifier les données |
| Torcy-en-Valois                           | 02744      | CA de la Région de Château-Thierry | 3,62             | 77 (2022)                         | 21                 | modifier les données · modifier les données |
| Troësnes                                  | 02749      | CC Retz-en-Valois                  | 2,65             | 211 (2022)                        | 80                 | modifier les données · modifier les données |
| Vichel-Nanteuil                           | 02796      | CA de la Région de Château-Thierry | 6,39             | 93 (2022)                         | 15                 | modifier les données · modifier les données |
| Vierzy                                    | 02799      | CC du canton d'Oulchy-le-Château   | 12,73            | 378 (2022)                        | 30                 | modifier les données · modifier les données |
| Villemontoire                             | 02804      | CC du canton d'Oulchy-le-Château   | 7,65             | 210 (2022)                        | 27                 | modifier les données · modifier les données |
| Villers-Hélon                             | 02812      | CC Retz-en-Valois                  | 8,07             | 194 (2022)                        | 24                 | modifier les données · modifier les données |
| Vivières                                  | 02822      | CC Retz-en-Valois                  | 13,96            | 409 (2022)                        | 29                 | modifier les données · modifier les données |
| Canton de Villers-Cotterêts               | 0221       |                                    | 708,21           | 29 797 (2022)                     | 42                 | modifier les données                        |

## Démographie

### Démographie avant le redécoupage de 2015
| 1962   | 1968   | 1975   | 1982   | 1990   | 1999   | 2006   | 2007   | 2008   |
| ------ | ------ | ------ | ------ | ------ | ------ | ------ | ------ | ------ |
| 10 409 | 11 384 | 12 754 | 12 413 | 13 425 | 14 743 | 15 140 | 15 113 | 15 197 |

| 2009   | 2010   | 2011   | 2012   | - | - | - | - | - |
| ------ | ------ | ------ | ------ | - | - | - | - | - |
| 15 311 | 15 432 | 15 515 | 15 752 | - | - | - | - | - |

### Démographie après le redécoupage de 2015
En 2022, le canton comptait 29 797 habitants, en évolution de −3,27 % par rapport à 2016 (Aisne : −1,97 %, France hors Mayotte : +2,11 %).
| 2013   | 2018   | 2022   |
| ------ | ------ | ------ |
| 31 193 | 30 487 | 29 797 |